# 甲上娛樂
25°03′43.0″N 121°29′50.7″E / 25.061944°N 121.497417°E
香港商甲上娛樂有限公司台灣分公司（簡稱甲上娛樂）（Applause Entertainment Limited），是一間以台灣新北市為基地的文化創意產業電影發行商公司，正式成立於2003年12月11日，公司為香港商。

## 沿革
2004年，香港導演陳可辛在台灣成立「甲上娛樂」，開始籌組台灣電影行銷團隊，並發行院線電影。
2007年，陳可辛與安德魯·摩根（Andre Morgan）合作成立「發行拳發行國際有限公司」，發展成涵蓋香港、台灣、中國大陸、亞洲地區及歐美市場的電影製作、融資和發行的公司。
2007年，甲上娛樂亦計劃未來改名為「發行拳發行國際有限公司台灣分公司」。

## 電影發行
2015
- 《模仿遊戲》 ，2015年2月26日發行
- 《念念》，2015年4月10日發行
- 《要聽神明的話》東寶株式會社製作，2015年5月15日發行
- 《最後那五年》 ，2015年6月5日發行

| 年份 | 片名                                        | 製片商 | 導演           | 主演                                                                                          | 備註               |
| 2017 | 《速食遊戲》 （The Founder）                | FilmNation Entertainment The Combine                                                                                   | 約翰·李·漢考克 | 麥可·基頓、尼克·奧佛曼、約翰·卡羅爾·林奇、琳達·卡迪林尼、派翠克·威爾森、B·J·諾瓦克、蘿拉·鄧恩 | 2017-07-21 上映    |
| 2017 | 《青禾男高》 （Fist & Faith）               | 黑螞蟻（上海）影業有限公司 和和影業 麥特影視文化傳媒（天津）有限公司 北京聯瑞影業有限公司 北京春秋永樂文化傳播有限公司 | 蔣卓原         | 景甜、欧豪                                                                                    | 2017-07-21 上映    |
| 2017 | 《獵殺星期一》 （What Happened to Monday?） | Nexus Factory Raffaella Productions SND Films Title Media Vendome Pictures                                             | 湯米·維爾柯拉  | 歐蜜·瑞佩斯、葛倫·克蘿絲、威廉·達佛                                                           | 2017-09-18 上映    |
| 2017 | 《大佛普拉斯》 （The Great Buddha+）        | 華文創股份有限公司 甜蜜生活製作有限公司                                                                                | 黃信堯         | 陳竹昇、莊益增、戴立忍、林美秀、張少懷                                                        | 2017-10-13 上映    |
| 2019 | 《第九分局》 （The 9th Precinct）           | 全能製作股份有限公司 華文創股份有限公司 樂到家國際娛樂股份有限公司 MM2全亞影視娛樂有限公司                             | 王鼎霖         | 邱澤、溫貞菱、劉奕兒、澎恰恰                                                                  | 2019年8月29日 上映 |

## 外部連結
- 甲上娛樂 （页面存档备份，存于）
- 甲上娛樂電影官方部落格 （页面存档备份，存于）
- （繁體中文） YouTube上的甲上娛樂頻道
- （繁體中文） 台灣公司資料